# گمینا گورووو ایواوتسکیه
گمینا گورووو ایواوتسکیه (به لهستانی:  Gmina Górowo Iławeckie) یک گمینا در لهستان است که در شهرستان بارتوشتسه واقع شده‌است. گمینا گورووو ایواوتسکیه ۴۱۶٫۲۷ کیلومتر مربع مساحت و ۷٬۲۷۰ نفر جمعیت دارد.